# Rethera
Rethera is een geslacht van vlinders uit de onderfamilie Macroglossinae van de familie pijlstaarten (Sphingidae).

## Soorten
- Rethera afghanistana Daniel, 1958
- Rethera amseli Daniel, 1958
- Rethera brandti Bang-haas, 1937
- Rethera komarovi (Christoph, 1885)